# Nikolaï Batalov
Pour les articles homonymes, voir Batalov.
Nikolaï Petrovitch Batalov (en russe : Никола́й Петро́вич Бата́лов) est un comédien russe puis soviétique né le 6 décembre 1899 à Moscou et mort le 10 novembre 1937 à Moscou. Il est le frère du comédien renommé Vladimir et l'oncle d'acteur et réalisateur Alexeï Batalov. 

## Années de formation
Nikolaï grandit dans une famille de la classe moyenne de Moscou, son père est greffier. Il s'intéresse très jeune au théâtre en compagnie de sa grand-mère qui l'encourage par ailleurs dans son appétit vorace pour la lecture. 
En 1916, il s'inscrit aux cours de théâtre donnés à Moscou par Constantin Stanislavski et Vladimir Nemirovich-Danchenko. Il débute au Théâtre d'art de Moscou dans l'adaptation de Zelenoye koltso de Zinaïda Hippius (1916), puis, enchaîne les rôles parmi lesquels le plus marquant est celui de Figaro, alors que sa femme Olga Androvskaïa joue le rôle de Suzanne.

## Débuts au cinéma
Il fait ses débuts au cinéma avec le rôle de Goussev dans Aelita (1924) réalisé par Yakov Protazanov. Il incarne un ouvrier qui accompagne sur Mars un chercheur et tente d'y semer la révolution. Le rôle de Pavel Vlassov dans La Mère (1926) réalisé par Vsevolod Poudovkine l'installe comme un des comédiens les plus célèbres du cinéma muet russe. 
Au mois de novembre 1921, il épouse sa collègue Olga Androvskaïa (de son vrai nom Olga Schulz), l'une des actrices principales du Théâtre d'art de Moscou et une brillante actrice de film. Leur fille, Svetlana Nikolaïevna Batalova née le 21 juin 1923, est également devenue actrice du Théâtre d'art de Moscou.
Il diversifie encore ses rôles en incarnant un personnage tragi-comique dans Trois dans un sous-sol (1927) d'Abram Room. 
À ce moment-là, Batalov souffre de l'apparition de la forme progressive de la tuberculose, qui interrompt sa carrière au théâtre. 
Il s'adapte bien au cinéma parlant et tient le premier rôle aux côtés de Yvan Kyrla dans le premier film parlant soviétique : Le Chemin de la vie. Ce film de Nikolai Ekk remporte le prix du meilleur réalisateur lors de la première Mostra de Venise en 1932. Après ce rôle, Nikolai Batalov s'est vu attribuer le titre du Meilleur acteur russe en 1933.

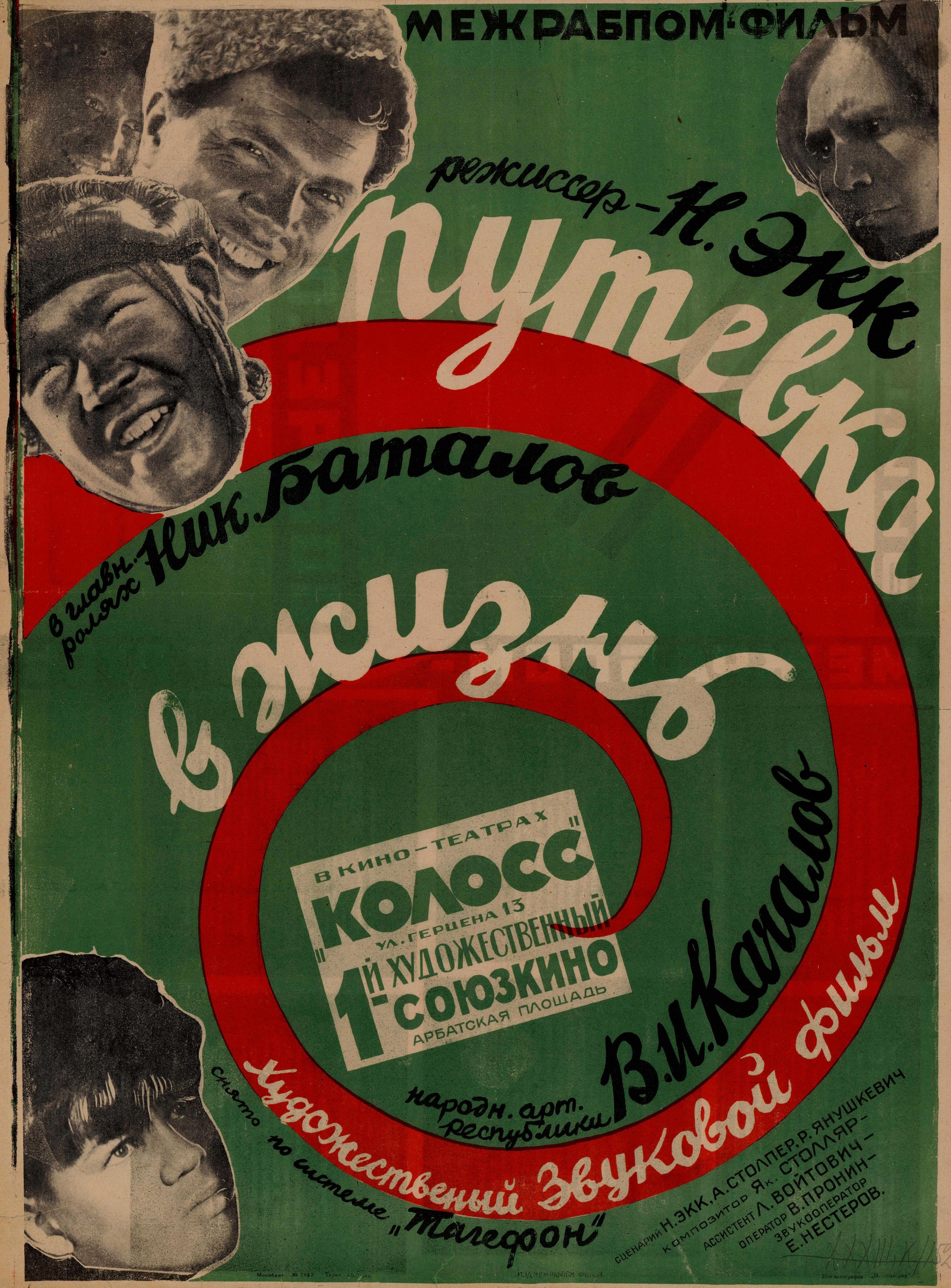
Le Chemin de la vie : Nikolaï Batalov est en haut à gauche de l'affiche.

## Maladie et mort
Nikolai Batalov est atteint de la forme progressive de la tuberculose et sa maladie limite son activité dès le milieu des années 1930 : sa carrière touche alors à sa fin. En 1933, il commence à enseigner à l'Académie russe des arts du théâtre. Le 18 février 1935, Batalov monte sur scène pour la dernière fois incarnant Figaro. 
En 1937, on lui décerne l'Ordre du Drapeau rouge du Travail.
Il bénéficie du meilleur traitement disponible en URSS et part en convalescence au bord de la mer Noire. Il semble que les dirigeants soviétiques l'empêchent de partir à l'étranger pour être mieux soigné. Selon d'autres sources, il se soignait entre autres à Zakopane, dans le sud de la Pologne, et en Italie. Il décède le 19 novembre 1937 seulement neuf jours après sa femme, Olga Androvskaïa.
L'artiste repose au cimetière de Novodevitchi. Le 9 avril 2011, sa fille Svetlana fut inhumée à côté des parents et de son époux, l'acteur Piotr Tchernov (1917-1988).

## Filmographie

### Acteur[5]
Les titres entre guillemets sont des traductions automatiques car ces films n'ayant pas été distribués en France n'ont pas de titre officiel.
- 1918 : « Les Montagnes vierges » (Девьи горы) réalisé par Iouri Andreïevitch Jeliaboujski (ru) et Aleksandr Akimovitch Sanine (ru) : rôle mineur
- 1924 : Aelita (Аэлита) réalisé par Yakov Protazanov : Goussev, un soldat de l'armée rouge
- 1926 : La Mère (Мать) réalisé par Vsevolod Poudovkine : Pavel Vlassov
- 1927 : « L'Epouse » (Жена) réalisé par Mikhaïl Ivanovitch Doronine (ru) : Anton, président du comité d'usine
- 1927 : Trois dans un sous-sol (Третья Мещанская) réalisé par Abram Room : Nikolaï l'époux, diminutif Kolia
- 1927 : Terre prisonnière (Земля в плену) réalisé par Fedor Ozep : le voisin de Mari ou Maria (habituellement en France, Marie )
- 1931 : Le Chemin de la vie (Путёвка в жизнь) réalisé par Nikolaï Ekk : l'organisateur de la commune de travail OGPU pour les enfants sans abri à 50 kilomètres de la voie ferrée
- 1932 :  « L'Horizon » (Горизонт) réalisé par Lev Koulechov : Liova Horizon
- 1934 : « Le Berger et le Tsar » (Пастух и царь) court métrage réalisé par Aleksandr Kirillovitch Ledachtchev (ru) : Ivan
- 1935 : « Le Trésor du navire perdu » (Сокровище погибшего корабля) réalisé par Vladimir Braun et Isaak Mikhaïlovitch Menaker (ru):Alekseï Petrovitch Panov
- 1935 : « Trois camarades » (Три товарища) réalisé par Semion Alekseïevitch Timochenko : Zakhar Semenovitch Latsis